# 406 Erna

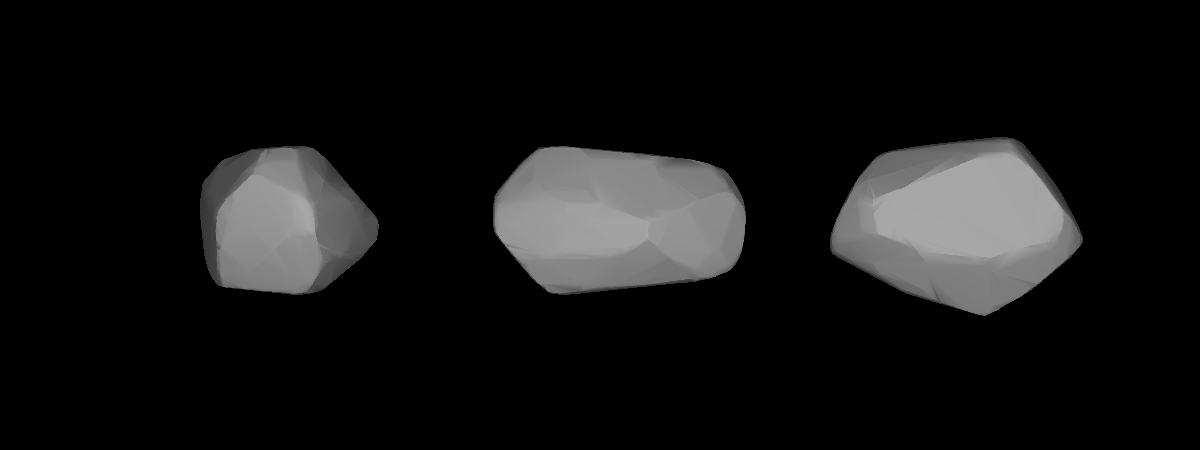
406 Erna

406 Erna eller 1895 CB är en stor asteroid i huvudbältet, som upptäcktes 22 augusti 1895 av den franske astronomen Auguste Charlois. Den är uppkallad efter Erna Bidschof.
Asteroiden har en diameter på ungefär 46 kilometer.